# Esclave palmiste
Dulus dominicus · Oiseau-palmiste
Famille
Genre
Espèce
Statut de conservation UICN

 LC  : Préoccupation mineure
L'Esclave palmiste ou Oiseau-palmiste (Dulus dominicus) est une espèce d'oiseau endémique de l'île d'Hispaniola (Haïti et République dominicaine). C'est la seule espèce du genre Dulus et de la famille des Dulidae.